# 大久保一岳
大久保 一岳（おおくぼ いちがく、弘化2年（1845年）8月17日‐明治24年（1891年））は明治時代の日本画家。

## 来歴
弘化2年8月17日に大久保一丘の男として生まれる。本名は好伴（よしとも）といった。父の一丘は遠江国横須賀藩の16代及び17代城主の西尾氏お抱えの絵師であり、始めは円山派の画家であったが司馬江漢に師事して洋風画に近づいた。一岳は柴田是真に師事して人物画をよくしており、明治18年（1885年）9月に開催された第1回鑑画会大会に「群雀」、「芙蓉」、「鵜」を出品している。